# Матюхин, Леонид Иванович
Леонид Иванович Матюхин (род. 4 июля 1937 года) — советский государственный деятель. Народный депутат СССР. Последний в истории министр путей сообщения СССР.

## Образование
- Орловский техникум железнодорожного транспорта (1958).
- Уральский электромеханический институт инженеров железнодорожного транспорта (1968)
- Академия народного хозяйства при Совете Министров СССР (1981)

## Биография
- 1958—1960 гг. — багажный весовщик, старший весовщик, заведующий грузовым двором станции Бокситы Свердловской железной дороги, г. Североуральск.
- 1960—1967 гг. — заместитель начальника станции Аппаратная, г. Свердловск.
- 1967—1969 гг. — дорожный коммерческий ревизор, начальник отдела организации коммерческой работы и условий перевозок грузовой службы Свердловской железной дороги.
- 1969—1971 гг. — начальник отдела организации выгрузки Свердловской железной дороги.
- 1971—1974 гг. — заместитель начальника грузовой службы, секретарь парткома управления Свердловской железной дороги.
- 1974—1977 гг. — заместитель начальника Нижнетагильского отделения Свердловской железной дороги.
- 1977—1978 гг. — заместитель начальника республиканского объединения «Промжелдортранс» Министерства автомобильного транспорта РСФСР.
- 1978—1979 гг. — заместитель начальника Главного управления промышленного железнодорожного транспорта Министерства путей сообщения СССР.
- 1981—1985 гг. — первый заместитель начальника, начальник Главного грузового управления МПС СССР.
- 1985—1986 гг. — первый заместитель начальника Главного планово-экономического управления МПС СССР.
- 1986—1991 гг. — начальник Горьковской железной дороги.
- май—ноябрь 1991 г. — министр путей сообщения СССР.

## После отставки
Член-корреспондент Международной и Российской инженерной академии, член Императорского Православного Палестинского общества.

## Награды
- орден Трудового Красного Знамени
- орден «Знак Почёта»
- знак «За содействие в развитии Российских железных дорог 1-й степени»